# أحمد السرهندي
مُجَدِّد اَلْأَلْفِ اَلثَّانِي وَالْإِمَامِ اَلرَّبَّانِيِّ أَحْمَدْ اَلسَّرْهِنْدَيْ اَلْعُمَري اَلْعَدَوِي اَلْقُرَشِيَّ اَلْعَدْنَانِيِّ اَلْمُلَقَّبَ بِالْفَارُوقِيِّ نِسَبًا(1564=972 هـ-1624=1033 هـ) هو عالِم من سلطنة مغول الهند ، يعتبر فقيه حنفي ، ومبجل في الطريقة النقشبندية التي تُعرف باسم "النظام الصوفي" وقد وصفه أتباعه بأنه مجدد ومعناه "المحيي"، لعمله في تجديد و إحياء الإسلام في جنوب آسيا وإسقاط الدين الإلهي ومعارضه كل البدع والآراء الإشكالية للإمبراطور المغولي أكبر، في حين الدراسات المبكرة في جنوب آسيا نسبت إليه الفضل في المساهمة في الاتجاهات والمحافظة في دين الإسلام في شبه القارة الهندية، وايضا أشارت الأعمال الحديثة إلى انه مساهمات السرهندي الكبيرة في نظرية المعرفة والممارسات الصوفية.
قال صاحب سبحة المرجان: «لم يظهر في الهند مثل الفاروقيين: أحدهما في علم الحقائق، وهو الشيخ أحمد السرهندي، والثاني في علوم الحكمة والأدب، وهو ملا محمود».

## نَشْأَتْهُ وَحَياتُهُ مُنْذُ الصِّغَرِ
نشأ في حجر والده فأخذ منه مبادى كتب العرب وحفظ القرآن الكريم في صغره وحفظ عدة من المتون في أنواع العلوم. ثم رحل إلى سيالكوت وقرأ هناك على كمال الدين الكشميري وهو أستاذ عبد الحكيم السيالكوتي بعض كتب المعقولات. وأخذ الحديث عن يعقوب الكشميري الصرفي وأيضا أخذ الحديث في الحرمين الشريفين عن ابن حجر المكي وعبد الرحمن بن فهد المكي، وحصل على إجازة في كتب الحديث والتفسير وبعض كتب الأصول. ولم يبلغ من العمر سبعة عشرة سنه إلا وقد فرغ من تحصيل علوم الدراسية وتحقيقها وتدقيقها.
تعلم الطريقة القادرية والجشتية من والده فأجازه في هاتين الطريقتين. فاشتغل في حياة والده بتدريس علوم الظاهرية للطالبين وتعليم الطريقة للسالكين وصنف في تلك الفترة بعض الرسائل مثل رسالة التهليلية ورسالة رد الروافض ورسالة إثبات النبوة. وكان له علم بالعلوم الأدبية والفصاحة والبلاغة.
لما توفي والده خرج لأداء فريضة الحج، ولما دخل بلدة دهلى كرسي سلطنة بلاد الهند، ذهب إلى محمد الباقى بالله، فبايعه بعد يومين من ملاقاته، وتعلم عنده الطريقة النقشبندية. وبعد مضى شهر وعدة أيام أجازه محمد الباقى بالله في الطريقة النقشبندية، ورجع إلى وطنه وأخذ يعلم الطريقة.

## آراؤُهُ
- كان له مقالات له متأثرة بالفلاسفة، وكان يقول بمبدأ «وحدة الشهود».[6]
- كان ينكر على من يقسم البدعة إلى حسنة وسيئة، ويقرر أن البدع كلها سيئة ورافعة للسنة، ويذكر عدد من الأشياء التي أعدها من البدع «كصلاة الرغائب والصلاة الغوثية والعرس والميلاد والعاشوراء وما فيها» إلى أن يقول: «وأحكام القبور والفاتحة المروجة والأذان بعد الدفن كلها».[7]
- أنكر الذبح عند القبور وعده شركًا، فيقول: «اعتاد كثير من الجهال أن ينذروا حيوانات لمشايخهم والصالحين والأولياء، ويسوقونها إلى قبورهم فيذبحونها، وقد عده الفقهاء فيما نقل عنهم شركًا، وشددوا في ذلك، وصرحوا بالتشنيع عليه والتحذير منه، وقد عدوا ذبح هذه الحيوانات من ضمن الذبائح التي كان يذبحها المشركون للجن، طمعًا في رضاهم وخوفًا من سخطهم.»[7][8]
- كان يرد على من زعم أن العقل وحده قادر على إدراك الحقائق الحاضرة منها والغائبة، والاستغناء بذلك عن الرسل والرسالات، فيقول: «والعقل حجة، ولكنه ليس بحجة بالغة، وليس في حجته بكامل.»[7]

### رَأْيُهُ فِي الشّيعَةِ
كان الإمام أحمد السرهندي يكره الشيعة بشده ويضطهدهم لشتمهم للخلفاء للراشدين، بحلول نهاية القرن السادس عشر، كتب القديس السني الشهير أحمد السرهندي (1564 - 1624) أطروحة بعنوان «رد روافض» لتبرير ذبح عبد الله خان أوزبكي للشيعة في مشهد. في هذا يقول:«وبما أن الشيعة أجازوا سب أبي بكر وعمر وعثمان وإحدى الزوجات العفيفات ، وهو في حد ذاته كفر، فإنه يقع على الحاكم المسلم، بل على الناس جميعًا، تنفيذا لأمر الملك العليم (الله) بقتلهم وظلمهم من أجل رفع الدين الحنيف. يجوز هدم مبانيهم والاستيلاء على ملكياتهم وممتلكاتهم.»كان إتقاد خان، الذي شغل منصب الحاكم لمدة أحد عشر عامًا، طاغية لا يرحم. لقد عامل الشيعة بمنتهى القسوة. كان القديسون النقشبنديون خواجة خواند محمود وتلاميذ أحمد السرهندي يكرهون الشيعة. أثناء حكم ظفر خان الأول، في عام 1636 م، بينما كان الناس يقطفون الثمار، بدأ الجدال بين الشيعة والسنة وتصاعد إلى هجوم شامل على الأحياء الشيعية

## مُؤَلَّفاتُهُ
- المكتوبات الربانية، في ثلاثة مجلدات.
- آداب المريد
- أثبات النبوة
- أثبات الواجب
- تعليقات العوارض
- المبدأوالمعاد
- المعارف اللدنية
- المكاشفات الغيبية[12]

## إِسْقَاطُ اَلدِينِ اَلْإِلَهِيِ وَإِحْيَاءُ آلْإِسْلَامِ

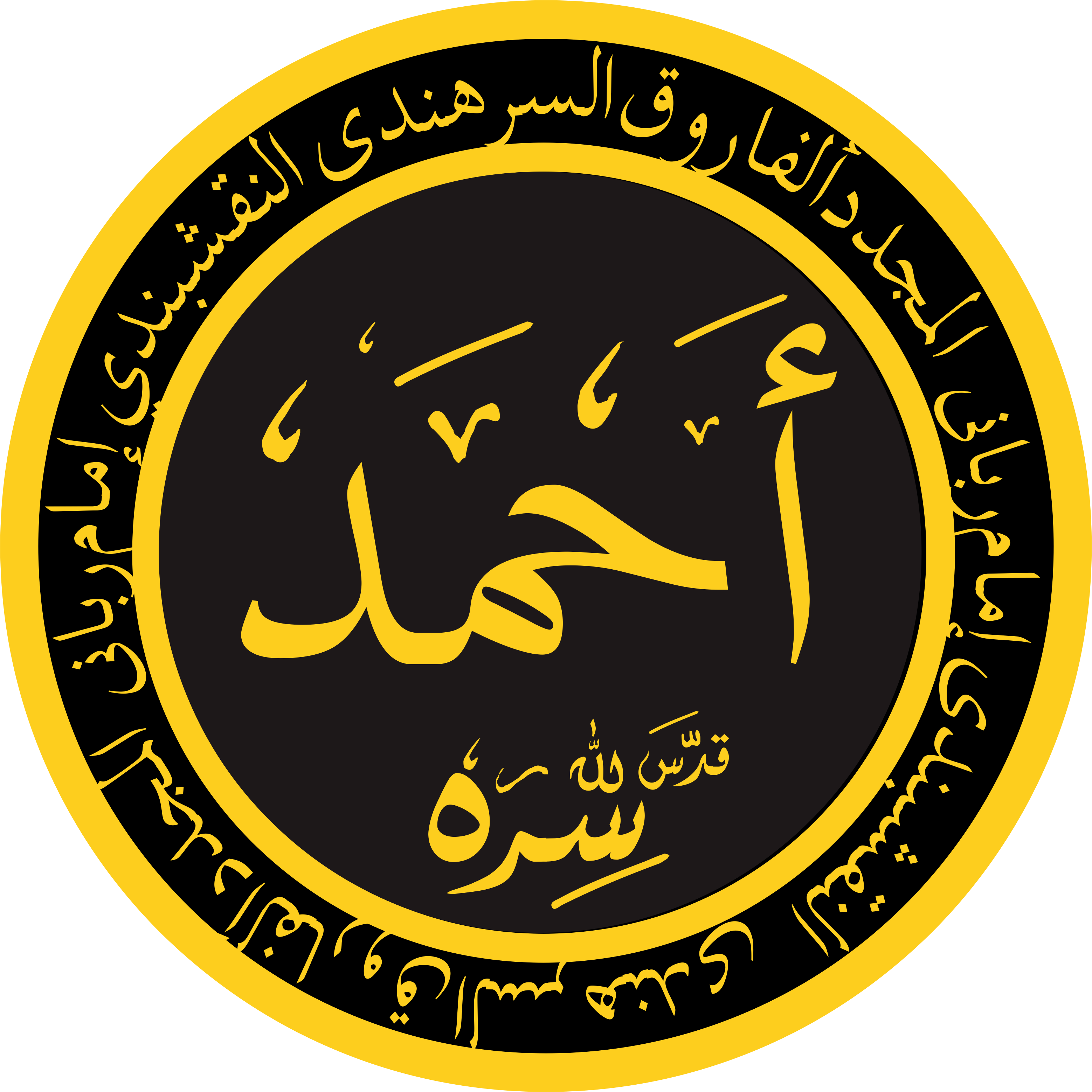
تخطيط اسم الإمام المجدد أحمد السرهندي (تلقب بالمجدد لتجديد الإسلام وإبعاد الدين الإلهي)

### عهد السلطاناكبر

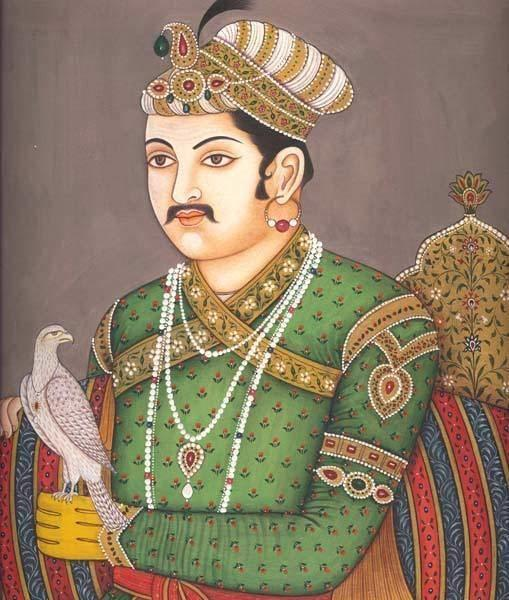
السلطان اكبر

لقد كان السلطان جلال الدين أكبر شاه في البدء مسلماً متديناً وصاحب عقيدة فطرية صافية وسليمة. وكان أمياً لا يعرف القراءة والكتابة. إذ كان قد حرم من المعرفة والتحصيل العلمي بسبب الأحوال السياسية والهجرات التي نتجت عنها. ولهذا فقد انحرف نحو الأباطيل والأفكار الضالة تحت تأثير العلماء المحيطين به والذين كان كل همهم الوصول إلى المصالح المادية الدنيوية. فكان رجال العلم هؤلاء يحاولون التقرب إلى السلاطين ورجال الدولة، وكانوا يبذلون كل ما بوسعهم للظهور لطفاء ومقبولين أمامهم، فكانوا يتسببون بإثارة وإيقاظ الكثير من الشكوك والشبهات في الأذهان تجاه الإسلام. وكانوا يضللون الأغنياء عن طريق إثارة المسائل الاختلافية والتركيز عليها.
وبالنتيجة قام السلطان أكبر شاه الذي فقد الاستقامة الدينية بإسناد الوظائف المهمة في إدارات الدولة لغير المسلمين؛ وأدخل بعض النساء الهندوسيات إلى حرمه. وأقدم بتشجيع من المقربين إليه على إيجاد دين جديد باسم “الدين الإلهي” بذريعة التوحيد بين الإسلام والهندوسية. وتم هدم المساجد في بعض الأماكن ليشيد عوضاً عنها المعابد الهندوسية.
وبدأ السلطان جلال الدين أكبر شاه بإصدار أمر إلى الناس للسجود في حضرته تعبيراً عن إظهار الاحترام والتبجيل له. ولم تكن هذه الحالة تشكل مسألة ذات أهمية بالنسبة للهندوسيين، إلا أنها كانت تُعد مشكلة بالغة العظمة بالنسبة للمسلمين الصادقين المخلصين. وكان أهل الأهواء والدنيا من اللاهثين خلف المنافع، وعلماء الغفلة والسوء الذين يسعون إلى كسب رضا وود السلطان يصدرون الفتاوى بجواز السجود في حضرة السلطان مبررين الأمر بأن السجود بنية السلام والاحترام وليس بنية العبادة.
فذهب الإمام الرباني أحمد السرهندي رحمه الله إلى العاصمة آغرا “أكبر آباد” فالتقى ببعض المقربين إلى السلطان، وقال لهم:
– إن السلطان قد وقع في معصية الله تعالى ورسوله، فذكروه بأن ملكه وسلطانه سوف يتصدع وينهار. فليتب من معصيته، وليعد إلى سلوك سبيل الله ورسوله!”
لقد كان بعض رجال الدولة ممن يشغلون مناصب عالية ومرموقة يظهرون احتراماً كبيراً للإمام الرباني أحمد السرهندي رحمه الله، وقد بذلوا جهوداً كبيرة من أجل إعادة السلطان إلى الطريق القويم، إلا أن السلطان كان غارقاً في أمواج الدين الجديد الذي أوجده، ولم يُعر أي اهتمام بالنصائح التي قدمها له هؤلاء الرجال. وبصورة مفاجئة أخذ منجمو أكبر شاه يتنبؤون بقرب انهيار حكمه وملكه، فأصيب السلطان بحزن شديد نتيجة لهذه التنبؤات، وفوق ذلك فقد رأى حلماً عجيباً في تلك الأيام. ونتيجة لذلك فقد أصدر قراراً مفاده:
– من أراد اعتناق الإسلام فليفعل، ومن أراد اعتناق الدين الإلهي فليفعل. فلا إكراه ولا إجبار لأحد من الناس في اعتناق ما لا يريده.
نُصبت في أحد الاحتفالات خيام لأتباع الدين الإلهي، وأخرى لأتباع الإسلام. وكانت خيام أنصار الدين الإلهي مصنوعة من أفخر وأجمل أنواع القماش، وفيها موائد تتضمن أطيب وألذ أصناف الطعام والشراب والفاكهة، وأما خيام المسلمين فكانت متواضعة من حيث القماش والطعام، وتظهر عليها علامات الفقر والحرمان.
فجاء الإمام الرباني رحمه الله مع أتباعه إلى خيام المسلمين ونزلوا فيها. ثم أخذ الإمام الرباني أحمد الفاروقي حفنة من التراب بيده وألقى بها تجاه خيام أنصار الدين الإلهي، فهبت عاصفة شديدة على تلك الخيام، وتعرض السلطان جلال الدين أكبر وأنصاره للحظات عصيبة، بينما بقيت خيام المسلمين هادئة ولم يتعرض لشيءٍ مما أصاب السلطان وأنصاره. وأمام هذا التحذير الإلهي الجلي والصريح تراجع بعض أركان الدولة وضباطها عن مواقفهم، وأصبحوا مريدين للإمام الرباني

### عهد السلطاننور الدين جهانكير

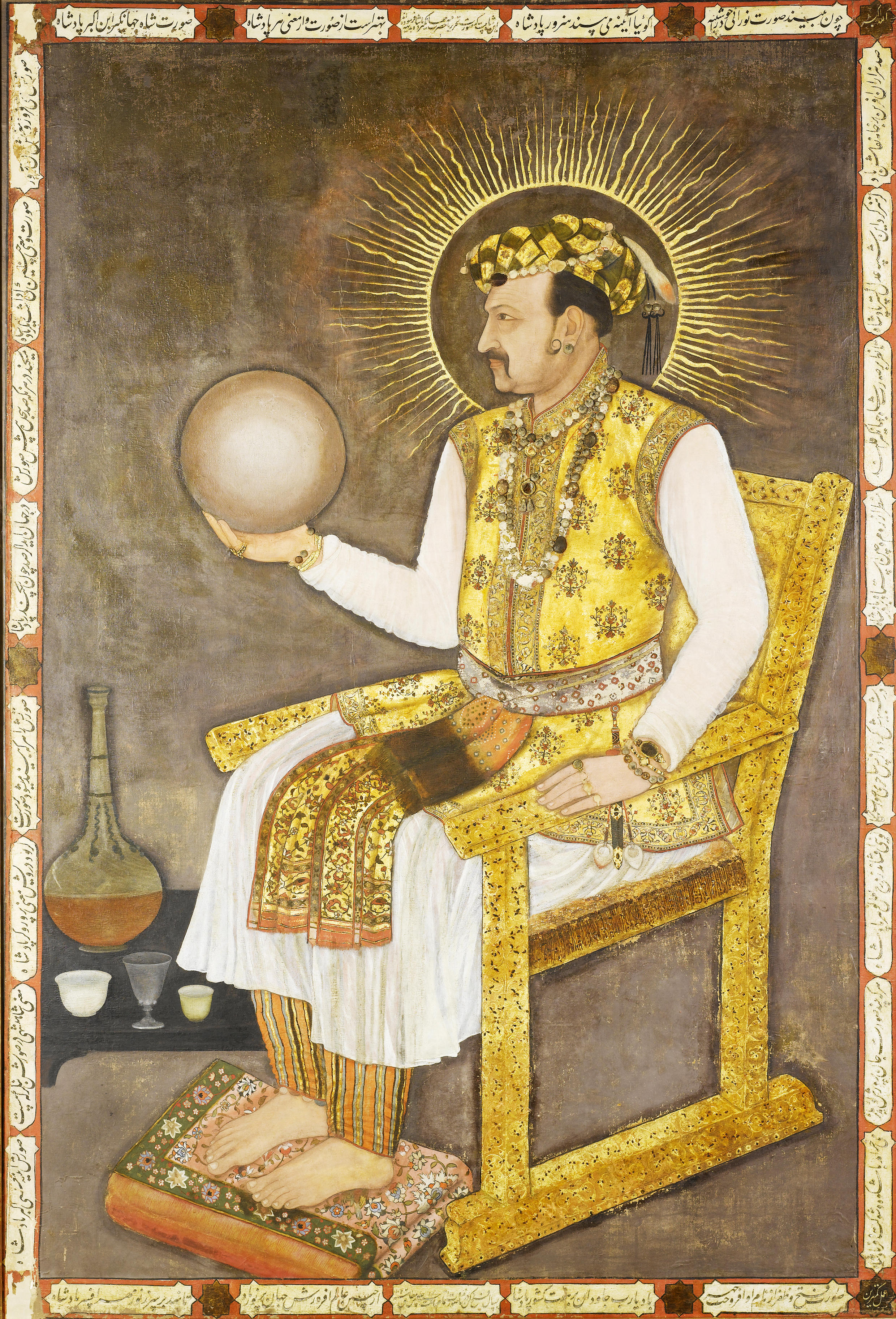
السلطان نور الدين جهانكير

توفي السلطان جلال الدين أكبر في عام 1605 وتولى العرش من بعده ابنه نور الدين جهانكير . سُر الإمام الرباني كثيراً بهذه الحالة، لأنه كان يعتقد بأن السلطان نور الدين جهانكير إنسان متمسك بالإسلام.
أرسل الإمام الرباني الكثير من مريديه كخلفاء له إلى مناطق مختلفة من البلاد من أجل القيام بمهمة التبليغ والإرشاد. وعلى سبيل المثال تلميذه مير محمد نعماني، فقد أعطاه الخلافة وأجازه ثم أرسله إلى “دكن”. وقد التف حوله في تكيته المئات من الناس، حيث كانوا ينشغلون بذكر الله تعالى ومراقبته، وبتحصيل العلم. وكذلك أعطى الخلافة للشيخ بديع الدين سهارنبوري ثم بعثه في البدء إلى بلدته، ومن هناك أرسله إلى “آغرا”. وبذلك فقد انضم الكثير من رجال الدولة إلى حلقات الذكر والإرشاد، وتاب الآلاف من ضباط العسكر على يد الإمام الرباني رحمه الله.
أرسل الإمام الرباني رحمه الله سبعين شخصاً برئاسة محمد قاسم إلى أنحاء تركستان. وبعث بأربعين شخصاً تحت قيادة فروح حسين إلى أنحاء السعودية، واليمن، وسوريا والأناضول. وأرسل عشرة أشخاص ممن بلغوا مرتبة الكمال برئاسة محمد صادق باتجاه كاشغار، وكذلك أرسل ثلاثين شخصاً آخرين بقيادة الشيخ أحمد بكري إلى أطراف تركستان، وبدخشان، وخراسان. لقد حقق هؤلاء الأشخاص نجاحات باهرة في الأماكن التي أُرسلوا إليها، واستفادت جماهير غفيرة من الناس من علمهم وإرشادهم.
كان التفاف الناس حول الإمام الرباني يزداد يوماً بعد يوم. ولكثرة تجمع الناس واحتشادهم حوله كانت زيارات الأشراف وكبار الموظفين في إدارات الدولة للإمام تواجه صعوبات كبيرة بسبب الازدحام الشديد. فامتعض السلطان نور الدين جهانكير من تعلق الناس الشديد بالإمام مما دفعه إلى استدعائه إلى العاصمة أغرة، وأخذ يحاسبه عن عبارات تصوفية واردة في إحدى مكتوباته، ثم اقتنع بالتوضيحات العقلية التي قدمها الإمام الرباني له.
إلا أن بعض الأشخاص المقربين من السلطان أخذوا يوغرون صدره تجاه الإمام بقولهم:
–    إن هذا الشيخ لم يسجد لك سجدة التحية والسلام، وإن له الكثير من المريدين داخل الجيش. ولربما يثير في القريب فتنة في البلاد من خلال مريديه ويلحق الضرر بملكك. ولطالما أن للشيخ أحمد عدد كبير من المريدين ضمن العسكر فإنه لربما يخرج عليك ويدعي الملك لنفسه.
لقد كان أغلب وزراء السلطان وموظفو الدولة في تلك الفترة يعتنقون مذاهب باطلة. ولذلك فقد كانوا يغتاظون كثيراً من مكتوبات الإمام الرباني التي تنتقد المذاهب الخارجة والمنحرفة عن الشريعة، وتشكل رسالة مستقلة بذاتها. وهؤلاء هم الذين كانوا يحرضون السلطان أيضاً.
ونتيجة لكل ذلك قام السلطان جيهانجر بحبس الإمام الرباني الذي كان قد بلغ الخامسة والخمسين عاماً من عمره في قلعة “كوفاليار”. واستولى على كتبه، وبستانه، وبئره، وداره، ورحل عائلته إلى مكان آخر.
فأخذ الإمام الرباني رحمه الله خلال السنة التي قضاها في القلعة يعلم السجناء هناك الإسلام ويرشدهم إلى سبيل الهداية. وقد صار سبباً في دخول البعض منهم إلى الإسلام.
وبسبب المعاناة والآلام التي كان يتحملها في سبيل الله عز وجل  فقد كان يرتقي أكثر روحياً ومعنوياً.
وبعد انقضاء سنة على حبسه ندم السلطان جيهانجر  على ما فعله به، وأطلق سراح الإمام بشرط “الإقامة الجبرية” في معسكر ما.
طلب السلطان نور الدين جهانكير من الإمام الرباني رحمه الله أن يكون مستشاره في المسائل الدينية، فناقش الإمام هذا الأمر لمدة، ولما علم صدق وإخلاص نور الدين جهانكير قبل طلبه بالشروط الآتية:
1. أن يلغي السلطان سجدة التسليم والتحية بين يديه
2. أن يعاد بناء وإصلاح كل المساجد التي تم هدمها وتخريبها
3. أن تُلغى القرارات التي تمنع ذبح الأبقار
4. أن يراعي القضاة والمفتون وموظفو الدولة تطبيق الأحكام الإسلامية في أعمالهم
5. أن يُعاد أخذ الجزية من جديد
6. أن تُلغي كل البدع وتُطبق أحكام الشريعة الإسلامية
7. ان يُطلق سراح جميع الذين سُجنوا بسبب التدين.

كما يتبين من الشروط المتقدمة فليس للإمام الرباني رحمه الله أي مطلب شخصي. إذ أن هدفه الوحيد كان تلافي التخريبات والمفاسد التي ارتكبت في عهد السلطان السابق، والحيلولة دون تكرار تلك المفاسد والمضايقات في ظل حكم السلطان اللاحق
اعتبر الإمام الرباني رحمه الله أن وجوده قريباً من السلطان فرصة جيدة وثمينة من أجل التشجيع على الأسس والمبادئ الإسلامية. فأصبح يغشى مجالس السلطان ويتحدث عن المسائل الدينية، وكان الحاضرون في تلك المجالس يصغون إلى حديثه باهتمام بالغ.
أخذ السلطان نور الدين جهانكير الذي تعرض للانتقاد من قبل الإمام الرباني رحمه الله في الفترات الأولى لحكمه بسبب صمته عن هدم وتخريب المساجد، أخذ يبني المساجد ببركة هذه المجالس والإرشادات، وتعلق بالإسلام لدرجة أنه صار يضحي بالأبقار.
بقي الإمام الرباني رحمه الله بجانب السلطان جيهانجر لمدة أربع سنوات. وفي هذه الأثناء كان يستمر بكتابة الرسائل إلى أصحابه. حيث أُعيدت له حريته الكاملة عاد الإمام الرباني مع أولاده الذي قدموا لزيارته إلى سرهند، وقضى السنة الأخيرة من عمره في بلدته.

## مِنْ أَثْنَى عَلَيْهُ مِنْ مُعاصِريه
- قال عنه خواجه محمد الباقي بالله: «إن الوفا من النجوم أمثالنا تتلاشي وتضمحل وأشعة أنوار شمسه، فلو لم يوجد الا هذه الشهادة من شيخه لكفت دليلا على فضله الشامخ.»
- كان عبد الحكيم السيالكوتي يعظمه تعظيما بليغا ويشنع على المنكرين بأشد التشنيع، ويقرر بأنه مجدد الألف الثاني وقيل أنه أول من أطلق عليه هذا الوصف.

## مُرِيدُوهُ
من كبار مريديه:
- آدم البنوري
- مير محمد نعمان البدخشي
- شيخ تاج الدين الهندي صاحب الرسالة التاجية

## اَخَرٌ لحظات حَياتِهِ

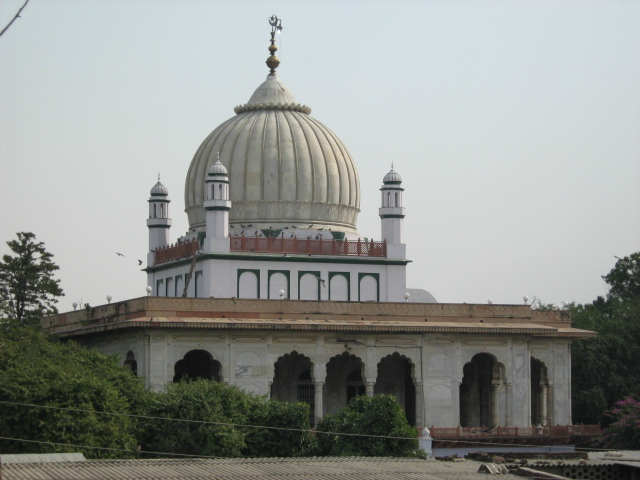
ضريح الإمام أحمد السرهندي

قبل وفاته بعدة شهور، بدأت تصيبه نوبات من ضيق التنفس، فعند ذلك انقطع عن الطلاب والناس وعزم على الاختلاء بنفسه لا يخرج من عزلته إلا لأداء الصلوات الخمس في جماعة. فكان يقضي غالب وقته في الذكر والاستغفار، حتى رحل عن العالم في 1034 هـ.

## ألِّقابُه

### الفَارُوقِي
تلقب الإمام أحمد السرهندي بالفاروقي نسبا لانه ينسب للخليفه الثاني للإسلام الفاروق عمر بن الخطاب

### مُجَدِّدُ الأَلْفِ الثَّانِي
اللقب الذي أطلق عليه بعد وفاته، مجدد ألف ثاني ("مجدد الألفية الثانية")، في إشارة إلى حقيقة أنه عاش في بداية الألفية الثانية للمسلمين

### الإِمامُ الرَّبّانيُّ
ومعنى الرباني من عرف دين الرب العامل معه. لأنه إذا لم يعمل بعلمه فليس بعالم

## اُنْظُرْ اَيْضًا
- مجدد
- ملا محمود الفاروقي الجونفوري
- صاحب سبحة المرجان
- المكتوبات الربانية

## المَصادِرُ
1. 1 2  . ص. 21 https://ia802807.us.archive.org/25/items/THETHEOLOGICALTHOUGHTOFFAZLURRAHMANTHESISBYAHADMAQBOOLAHMED/THE-THEOLOGICAL-THOUGHT-OF-FAZLUR-RAHMAN-THESIS-BY-AHAD-MAQBOOL-AHMED.pdf. {{استشهاد ويب}}: |url= بحاجة لعنوان (مساعدة) والوسيط |title= غير موجود أو فارغ (من ويكي بيانات) (مساعدة)
2. ↑  "الإمام الرباني أحمد الفاروقي السرهندي رحمه الله (4651-4261م)". مؤرشف من الأصل في 2023-10-01.
3. ↑  "Ahmad Sirhindi". Wikipedia. مؤرشف من الأصل في 2023-10-21.
4. ↑  "الإمام أحمد بن عبد الأحد السرهندي المجدد للالف الثاني Imam ahmad farooq al sarhindi.ഇമാം സര്‍ഹിന്ദി". مؤرشف من الأصل في 2023-08-28.
5. ↑  الزركلي، خير الدين (أيار 2002 م). الأعلام - ج 7 (ط. الخامسة عشر). بيروت: دار العلم للملايين. ص. 184. مؤرشف من الأصل في 2019-12-08. {{استشهاد بكتاب}}: تحقق من التاريخ في: |سنة= (مساعدة)
6. ↑  الحدائق الوردية في حقائق أجلاء النقشبندية، عبد المجيد بن محمد بن محمد الخاني، ص(180)
7. 1 2 3  أحمد الفاروقي السرهندي، موقع الصوفية نسخة محفوظة 12 مارس 2017 على موقع واي باك مشين. [وصلة مكسورة]
8. ↑  مكتوبات السرهندي، (41/35)
9. ↑  "اضطهاد الشيعة الكشميريين". مؤرشف من الأصل في 2023-10-21.
10. ↑  "كتاب رسالة رد الروافض". مؤرشف من الأصل في 2023-09-24.
11. ↑  "رسالة رد الروافض". ويكي مصدر. مؤرشف من الأصل في 2023-09-24.
12. ↑  إسماعيل البغدادي - هدية العارفين - ج5 ص 165
13. ↑  أحمد السرهندي. المكتوبات الربانية.
14. 1 2 3  "الإمام الرباني أحمد الفاروقي السرهندي رحمه الله (4651-4261م)". مؤرشف من الأصل في 2023-10-01.
15. ↑  يداخشي. مناقب الحضرات.
16. ↑  أحمد السرهندي. المكتوبات الربانية. ص. رقم 43.
17. ↑  "أحمد السرهندي والصحوة الإسلامية في الهند". موقع أخضر. مؤرشف من الأصل في 2023-09-18.
18. ↑  "المجدد للالف الثاني مولانا الشيخ احمد الفاروقي السرهندي (971 – 1034هـ)". مؤرشف من الأصل في 2023-09-24.
19. ↑  "Shaykh Aḥmad Sirhindī | Indian Sufi, Theologian & Mystic - Britannica". مؤرشف من الأصل في 2023-10-01.
20. ↑  "Rabbani". مؤرشف من الأصل في 2023-10-21.

## المَواقِعُ الخارِجيَّةُ
- أحمد السرهندي على موقع الموسوعة البريطانية (الإنجليزية)
- موقع بلغة الأردية عن شيخ أحمد السرهندي